# كراي
كراي (بالتشيكية والسلوفاكية: Kraj، بالروسية: Край) هو تقسيم إداري يستعمل في الدول السلافية، حيث يشكل التقسيم الإداري الأولي في كل من جمهوريتي التشيك وسلوفاكيا في حين تستعمله روسيا كنظير للتقسيم الإداري الروسي الأوبلاست، لفظ كراي يعني باللغات التشيكية والسلوفاكية محافظة أو إقليم أو منطقة، والمعنى الحرفي لكلمة كراس هو «قسم من الدولة» أو من البلاد.